# Daan Brandenburg

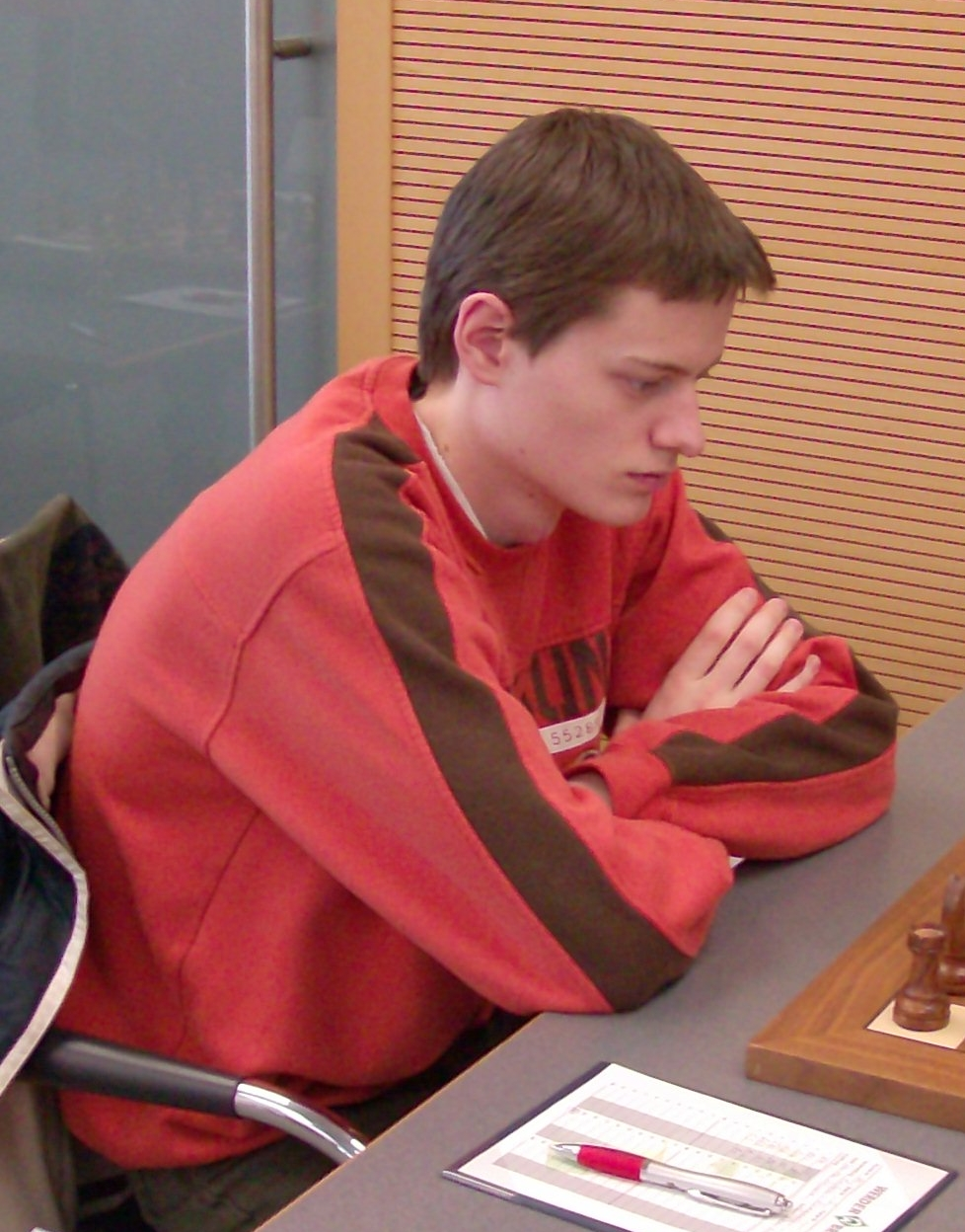
Daan Brandenburg, 2009

Daan Brandenburg (Lelystad, 14 november 1987) is een Nederlands schaker. Sinds 2011 is hij een  grootmeester (GM). Zijn rating is 2470 (mei 2022).
In maart 2004 werd hij kampioen bij de jeugd in Friesland. Brandenburg eindigde op een gedeelde derde plaats in het Open NK te Dieren in juli 2004. Dit schaaktoernooi werd gewonnen door Sergej Tiviakov.
Brandenburg eindigde als eerste in de A-groep van het Stork Young Masters toernooi te Hengelo in 2004.
- Op 2 en 3 december 2004 speelde Daan een match van vier partijen tegen Sipke Ernst waarvan de winnaar in 2005 op het NK te Dieren uit mocht komen. Beide spelers waren in 2004 gelijk geëindigd. Ernst won met 2.5 tegen 1.5.
- Daan Brandenburg won de jeugdprijs op het toernooi van de Europese Unie dat in maart 2005 werd gehouden in Cork en behaalde hier zijn eerste meesterresultaat.
- Van 25 juli t/m 4 augustus 2005 speelde Brandenburg mee in het toernooi om het Open Nederlands Kampioenschap schaken in Dieren en eindigde daar met 5.5 pt. uit negen ronden op de 17e plaats. Maksim Toerov eindigde als eerste met 7.5 punt.
- In augustus 2005 vond in Hengelo het Euro Chess Tournament 2005 (Open Nederlands Jeugdkampioenschap) plaats. De Stork Young Masters, een onderdeel van dit toernooi, werd gewonnen door Aleksander Rjazantsev met 6 pt. uit 9. Daan Brandenburg behaalde vijf punten en een meesternorm.
- Daan Brandenburg komt vanaf 2003 uit voor het 1e team van Schaakclub Groningen, dat in 2006-2007 onder de naam Share Dimension Groningen uitkomt in de meesterklasse van de Nederlandse competitie.